# (26677) 2001 EJ18
(26677) 2001 EJ18 est un astéroïde aréocroiseur.

## Description
Il a été découvert le 15 mars 2001 par le programme LINEAR à Socorro au Nouveau-Mexique.
Il présente une orbite caractérisée par un demi-grand axe de 1,54 unité astronomique, une excentricité de 0,02 et une inclinaison de 27,7 degrés par rapport à l'écliptique.

## Compléments